# مورالي جوبي
مورالي جوبي هو صحفي ومؤلف وكاتب سيناريو وممثل هندي، ولد في 4 مارس 1972 بثيروفانانثابورام في الهند.

## وصلات خارجية
- مورالي جوبي على موقع IMDb (الإنجليزية)
- مورالي جوبي على موقع ميوزك برينز (الإنجليزية)
- مورالي جوبي على موقع قاعدة بيانات الفيلم (الإنجليزية)